# Neoplatyura petiolata
Neoplatyura petiolata är en tvåvingeart som först beskrevs av Donald Henry Colless 1966.  Neoplatyura petiolata ingår i släktet Neoplatyura och familjen platthornsmyggor.
Artens utbredningsområde är Guam. Inga underarter finns listade i Catalogue of Life.